# Селюкин, Михаил Осипович
Михаи́л О́сипович Селю́кин (22 января [4 февраля] 1901, Новый Мачим — 1975, Саранск) — советский хозяйственный, государственный и политический деятель.

## Биография
Родился в селе Новый Мачим (ныне — в Шемышейском районе Пензенской области) 22 января (4 февраля) 1901 года.
С марта 1920 по октябрь 1922 года — участник Гражданской войны.
В 1931 году вступил в ВКП(б). В 1935 году окончил Мордовскую высшую коммунистическую сельскохозяйственную школу; работал инструктором районного, затем — Мордовского областного комитета ВКП(б); первый секретарь Атяшевского райкома ВКП(б).
В годы войны — начальник Политотдела бригады, с августа 1943 года — заместитель начальника Политотдела тыла 5-й армии. В той же должности участвовал в советско-японской войне.
В 1946—1949 годы — первый секретарь Лямбирского райкома ВКП(б).
С 4 июня 1949 по 1954 год — председатель Президиума Верховного Совета Мордовской АССР. В 1954—1962 годы — министр социального обеспечения Мордовской АССР.
Избирался:
- депутатом Верховного Совета РСФСР 3-го созыва (1951—1955, от Мордовской АССР)[5], являлся заместителем председателя Президиума Верховного Совета РСФСР (17.4.1951 — 26.3.1955)[6];
- депутатом Совета Национальностей Верховного Совета СССР 3-го и 4-го созыва (1950—1958, от Мордовской АССР)[7].

### Семья
Сыновья:
- Николай (18.12.1923 — 24.9.1993) — участник Великой Отечественной войны; судья в Тульском областном суде (1950—1977)[9][10];
- Юрий (р. 30.10.1934)[11] — генерал-лейтенант.

## Награды
- медаль «За оборону Москвы» (1.5.1944)[12]
- орден Отечественной войны II степени (25.9.1944)[13]
- два ордена Отечественной войны I степени (14.5.1945[3], 30.9.1945[4])